# Брахименореја
Брахименореја један је од поремећаја менструалног циклуса који се карактерише крварењем из материце које је краће од 3 дана, и често удружено са хипоменорејом.

## Етиологија
Као етиолошке факторе брахименореје која је удружена са хипоменорејом наводе се:
- Гранична гојазност
- Интраутерусне интервенције (операције)
- Аномалије ендометријума

## Дијагноза
| Процедура                   | |
| --------------------------- | --- |
| Анамнеза                    | Разговорoм са болесницом треба прикупити следеће информација, које су битне за откривање стварне природе болести и тачно постављање дијагнозе: - Искључите трудноћу или употребу хормонске контрацепције - Галактореја и андрогени симптоми (повећање телесне тежине, акне, губитак коса, хирзутизам) - Претходне хируршке интервенције на гениталном тракту (цервикс, материца) - Поремећај у исхрани, стрес или прекомерна физичка активност - Искључити повезане хроничне болести и употребу лекова (антагониста допамин) - Повреде главе, оштећење вида, главобоља - Примена хемотерапије или радиотерапије |
| Општи и гинеколошки преглед | Општим и гинеколошки прегледом треба: - Израчунати БМИ (<17 или >30) - Одредите полне карактеристике - Посматрајте стигме ендокринопатија или Турнеров синдром - Обратите пажњу на знаке вирилизације - Утврдити оток трбуха - Да ли је химен неперфориран - Да ли постоји слепи завршетак роднице или септум роднице - Да ли постоји недостатак грлића материце или материце |
| Хормонски тестови           | Од тестова треба урадити: - Тест на трудноћу - хЦГ бета подјединица - Тест за одреживање вредности ФСХ и ЛХ, однос ФСХ/ЛХ - Тест на тестостерон и СХБГ - Тест на пролактин |
| Остали тестови              | Од осталих тестова треба урадити: - Криву базалне температуре - Ултразвучни преглед мале карлице - ЦТ и МРИ главе и карлице - Хистероскопију - Кариотипизацију у одсуству материце или тест на Тарнеров синдром - Специфичне тестове за ендокринопатије |
| Остали прегледи             | Пацијеницу обавезна треба послати на: - Консултативни преглед ендокринолога - Консултативни преглед неуролога |

## Терапија
Брахименореја која није повезана са болешћу не захтева терапију. Код осталих облика примењује се комбинација  естрогена и прогестина.

## Превенција
Да би се спречила брахименореја, треба обратити пажњу на смањење појединачних фактора ризика, као што су прекомерна телесна тежина (БМИ ≥ 25; гојазност), примена интраутериних направа обложених хормонима - контрацептивна спирала.